# Afon Tjyts grottjärnväg
Afon Tjyts grottjärnväg är en underjordisk elektrisk järnväg belägen i Afon Tjyts-grottan i staden Afon Tjyts i Abchazien i  Georgien. Den smalspåriga järnvägen har spårvidden 914 mm och öppnades för trafik år 1975. Den är totalt 1291 meter lång och trafikerar 3 stationer.
Tågsättet "Turist" byggdes vid RVR:s vagnbyggnadsfabrik i Riga och har sex vagnar som kan ta cirka 90 passagerare. Det finns två tågsätt, men i dagsläget är enbart "Turist" i bruk. Det renoverades 2005 i Moskva.